# Добри-Дол (Монтанская область)
Добри-Дол (болг. Добри дол) — село в Болгарии. Находится в Монтанской области, входит в общину Лом. Население составляет 310 человек.
В селе расположен православный монастырь.